# 伊勢崎勝人
伊勢崎 勝人（いせざき かつひと、1949年 - 2020年9月28日）は、日本の洋画家。白日会会員、日展準会員。

## 経歴
- 1949年 - 東京都八丈島に生まれる。
- 1972年 - 坪内正に師事。
- 1978年 - 東京芸術大学油絵科卒業。
- 1979年 - 第55回白日会記念展にて「文部大臣賞」及び「Ｔ賞」受賞。白日会会員に推挙。
- 1981年 - スペインを中心とした渡欧。
- 1982年 - アトリエ「鉛筆で描く」執筆。
- 1983年 - 月刊ボザール油絵教室及び油絵クリニック担当。
- 1992年 - 岩手県陸前高田市に転居。
- 1998年 - 宮城県仙台市に転居。
- 2007年 - 第39回日展にて特選受賞。
- 2008年 - 第84回白日会展にて内閣総理大臣賞受賞。平成19年度宮城県芸術選奨受賞。第40回日展無鑑査出品。
- 2010年 - 第42回日展にて特選受賞。第82回白日会展出品作品「白牡丹」がホキ美術館収蔵。
- 2011年 - 第8回北の大地ビエンナーレ大賞受賞。
- 2018年 - 改組 新 第４回日展の審査員を務める。
- 2020年 - 敗血症のため死去、71歳[1]。

## 展覧会
- 1978年
  - 第54回白日会展に初出品。
  - 第10回日展に初出品。（以後12回展まで出品）
- 1979年
  - 日洋展に初出品。
  - 日本橋三越本店にて「日洋展委員油絵小品展」招待出品。
  - 白日会会員に推挙。
  - 日本橋三越本店にて白日会々員選抜展に出品。（以後多数）
- 1980年
  - 名古屋日動画廊にて白日会々員選抜展に出品。
  - 日本橋三越本店にて第２回「現代有名作家洋画小品展」招待出品。（以後多数）
  - 日展銀座展覧会場にて「3753展」開催。
- 1981年
  - 銀座東邦アートギャラリーにて個展、銀座東山画廊にて「画家10人の視覚」展招待出品。
- 1982年
  - 下関大丸にて個展。
  - 銀座和光ホールにて新世代の具象作家展に招待出品。
  - 岡山ギャラリー祇園にて伊勢崎勝人素描展開催。
- 1983年
  - 名古屋日動画廊「ミニヨン」展招待出品。
  - 東京セントラル美術館にて「日本美術の精鋭ポスト・コレクション」展に招待出品。
  - 銀座野村画廊にて第１回陶淵会出品。（以後毎回）
  - 大阪ロイヤルホテルギャラリー三越にて個展開催。
- 1984年
  - 日本橋三越本店にて第１回「日本青年画家展」招待出品。（以後最終回展まで出品）
  - 名古屋松坂屋本店にて個展。（以後1991年、1997年開催）
  - 上野松坂屋にて第8回具象現代展に招待出品。（以後最終回展まで出品）
  - 横浜三越にて個展。
- 1986年
  - 天満屋倉敷店にて「花を描く伊勢崎勝人油絵新作」展を開催。
  - 銀座三越にて個展。
  - 有楽町ゴールド・サロンにて個展。
  - 倉敷天満屋にて個展。
- 1987年
  - 岡山店満屋にて「内外洋画秀作展」出品。（以後多数）
  - 大阪、うめだ阪急にて個展。
  - 広島、天満屋にて個展。
  - 大阪梅田阪急にて個展。
- 1988年
  - 日本橋三越本店にて「伊勢崎勝人・田村鎮男―油絵二人展」を開催。
  - 静岡松坂屋にて個展。
  - 町田ギャラリー・ジュリアンにて個展
  - 阪急日本橋店オープン記念｢現代作家洋画展｣出品。
- 1989年
  - 岡山高島屋にて「油絵二人展」開催。
- 1990年
  - 新宿京王にて「俊英作家油絵展」開催。
- 1991年
  - 日動画廊第27回昭和会展に招待出品（以後28,29回展出品）。
  - 岡山高島屋にて「油絵六人展」開催。(以後毎年)
- 1992年
  - 日本橋高島屋にて｢輪と和の会｣展招待出品。
  - 横浜そごうにて個展。
  - 松阪市ギャラリーMOSにて｢松坂会｣展開催。
  - 西武アート・フォーラムにて｢象の会｣展招待出品。
  - 大阪近鉄にて「秀美展」招待出品。（以後多数）
  - 西武アート・フォーラムにて個展。
- 1993年
  - 船橋東武にて個展。(以後多数)
  - 岩手陸前高田市にて個展。
  - 北上市北上画廊にて個展。
- 1994年
  - 盛岡カワトクにて個展。
  - 上野松坂屋にて個展。
  - 船橋西武にて｢三人展｣開催。
  - 日本橋三越本店にて個展。（以後2000年開催）
  - 銀座松坂屋にて｢現代洋画10人｣展開催。
- 1995年
  - 池袋東武にて個展。（以後1998年開催）
  - 光が岡西武にて個展。
  - 一関ギャラリー彩画堂にて個展。
  - 山形松坂屋にて｢現代洋画三人展｣開催。
- 1996年
  - 千葉そごうにて個展。
  - 仙台ギャラリー鷹（タカ）にて個展(以後多数)
- 1997年
  - 高槻松坂屋にて個展。
- 1998年
  - 宮城県仙台市に移住。
  - 八丁堀天満屋にて｢白日会会員15人展｣開催。
- 1999年
  - 川口そごうにて個展。
  - 高槻松坂屋にて｢二人展」開催。
  - 池袋コミュニティ・カレッジにて個展。日展出品再開（以後毎年）
- 2000年
  - 仙台三越にて個展。
  - 四日市松坂屋にて個展。
- 2001年
  - 大阪近鉄にて個展。
- 2002年
  - 仙台藤崎にて個展。（以後多数）
- 2003年
  - 神戸大丸にて個展。
- 2004年
  - 横須賀さいか屋にて個展。
  - 大丸福岡天神店にて個展。
  - 京都大丸にて個展。
- 2006年
  - 京都大丸店にて白日会精鋭選抜｢時代の形象展｣招待出品。
  - 福岡三越にて個展。
  - 第40回日展無鑑査出品。
  - 宮城県芸術選奨受賞記念展出品。